# Liste der Emire von Bahrain
Die Liste der Emire von Bahrain gibt einen Überblick zu den Herrschern (Emire und seit 2002 Könige) von Bahrain vom Ende des 18. Jahrhunderts bis heute (2025). Sie entstammen der Herrscherfamilie Al Chalifa.

## Emire
- 1783–1796: Ahmad
- 1796–1825: Salman I.
- 1796–1843: Abdullah
- 1825–1836: Chalifa
- 1834–1868: Muhammad
- 1868–1869: Ali
- 1869–1932: Isa I.
- 1932–1942: Hamad I.
- 1942–1961: Salman II.
- 1961–1999: Isa II.
- 1999–2002: Hamad II.

## Könige
- 2002–0000: Hamad